# Michelle Flipo
Pour les articles homonymes, voir Flipo.
Michelle Flipo Bouffier, née le 15 janvier 1988 au Mexique, est une triathlète franco-mexicaine, multiple vainqueur sur le circuit de triathlon cross Xterra.

## Biographie
De double nationalité, Michelle Flipo a participé à des triathlons d'abord dans les catégories jeunes pour le Mexique, ensuite en 2016 pour la France, et à partir de novembre 2017 elle représente à nouveau son pays de naissance.

## Palmarès en triathlon
Le tableau présente les résultats les plus significatifs (podium) obtenus sur le circuit international de triathlon cross depuis 2013,.
| Année | Compétition                                 | Pays       | Position           | Temps           | Nationalité sportive |
| ----- | ------------------------------------------- | ---------- | ------------------ | --------------- | -------------------- |
| 2021  | Championnat du monde Xterra - Maui          | États-Unis | Médaille de bronze | 2 h 48 min 35 s |                      |
| 2021  | Xterra Trentino Dolomiti Paganella          | Italie     | Médaille d'argent  | 2 h 53 min 13 s |                      |
| 2021  | Xterra Nouvelle-Aquitaine                   | France     | Médaille d'or      | 3 h 15 min 40 s |                      |
| 2020  | Coupe d'Europe - étape sprint de Barcelone  | Espagne    | Médaille de bronze | 1 h 0 min 56 s  |                      |
| 2018  | Championnat du monde Xterra - Maui          | États-Unis | Médaille d'argent  | 3 h 39 min 56 s |                      |
| 2018  | Jeux d'Amérique central                     | Colombie   | Médaille d'argent  | 2 h 10 min 24 s |                      |
| 2018  | Coupe panaméricaine - étape de La Paz       | Mexique    | Médaille d'or      | 2 h 3 min 28 s  |                      |
| 2018  | Xterra Danemark                             | Danemark   | Médaille d'or      | Timing          |                      |
| 2017  | Coupe d'Europe - étape sprint de Malmö      | Suède      | Médaille de bronze | 1 h 1 min 34 s  |                      |
| 2017  | Xterra Suisse                               | Suisse     | Médaille d'or      | 2 h 31 min 13 s |                      |
| 2016  | Championnat d'Europe de triathlon cross     | Italie     | Médaille d'or      | 3 h 18 min 40 s |                      |
| 2016  | Coupe d'Europe - étape de Weert             | Pays-Bas   | Médaille d'argent  | 1 h 56 min 2 s  |                      |
| 2014  | Coupe d'Europe - étape de Karlovy Vary      | Tchéquie   | Médaille de bronze | 2 h 5 min 29 s  |                      |
| 2013  | Coupe panaméricaine - étape de Coquimbo     | Chili      | Médaille d'or      | 2 h 0 min 49 s  |                      |
| 2013  | Coupe panaméricaine - étape de Vina del Mar | Chili      | Médaille d'argent  | 2 h 0 min 18 s  |                      |